# La substància (pel·lícula de 1985)
La substància (títol original: The Stuff) és una pel·lícula de terror americà dirigida per Larry Cohen i estrenada l'any 1985. Ha estat doblada al català

## Argument
Un home descobreix una substància cremosa de gust suculent que sembla rajar del terra i que desencadena una addicció en els que la consumeixen. Aviat el producte batejat « The Stuff » és comercialitzat per tot el país, desencadenant un frenesí tal que alguns acaben per alimentar-se només de l'estranya substància. Diversos ciutadans, pressentint el perill per la població, intenten erradicar el producte. Entre ells, David Rutherford, un espia industrial ben pagat per la competència per descobrir el secret de la recepta de « The Stuff », així com Jason, un jove noi que refusa provar-la des que ha vist la substància moure's tota sola en la seva nevera.

## Repartiment
- Michael Moriarty: David 'Mo' Rutherford, espia industrial
- Andrea Marcovicci: Nicole
- Garrett Morris: Charlie W. Hobbs, anomenada « Chocolate Chip »
- Paul Sorvino: el coronel Malcolm Grommett Spears
- Scott Bloom: Jason
- Danny Aiello: Vickers
- Patrick O'Neal: Fletcher
- Alexander Scourby: Evans
- Russell Nype: Richards

així com
- Brian Bloom: el germà de Jason
- David Snell: el metge
- Brooke Adams: una estrella de la publicitat de « The Stuff »
- Tammy Grimes: una estrella de la publicitat de « The Stuff »
- Abe Vigoda: una estrella de la publicitat de « The Stuff »

i no surten als crèdits:
- Eric Bogosian: un caixer del supermercat
- Patrick Dempsey: el comprador clandestí de « The Stuff »
- Mira Sorvino: una empleada de la fàbrica